# 擒魔传
《擒魔传》，是中国大陆于1987年由上海美术电影制片厂、福建电影制片厂、漳州市木偶剧团出品的著名的木偶戏电影作品；该电影根据中国著名古典名著《封神演义》改编而成，把舞台木偶艺术与京剧、电影、动画、手法结合起来。人物造型生动，场面宏大，艺术成就颇高，该片曾获得上海市文化艺术奖优秀影片奖和第六届中国电影金鸡奖。  

## 概述
该片根据古典小说《封神演义》改编，描写殷商纣王荒淫残暴，宠爱由狐狸精变成的妲己，残害无辜，姜子牙受师傅元始天尊的派遣，下山擒魔除妖，协助周王伐纣，推翻商朝暴政的故事。

## 主要登场人物

### 正面人物
- 姜子牙
- 周文王
- 姬发
- 伯邑考
- 武吉
- 南宫将军
- 二郎神
- 雷震子

### 反面人物
- 纣王
- 妲己
- 玉石琵琶精
- 申公豹
- 闻太师
- 费讳仲
- 尤讳浑
- 魔礼青
- 魔礼海
- 魔礼红
- 魔礼寿

## 各集名稱
- 第1集：姜子牙下山
- 第2集：妲己戏邑考
- 第3集：火烧琵琶精
- 第4集：西岐反朝歌
- 第5集：闻太师征西（上）
- 第6集：闻太师归天（下）